# ISU-Wertungssystem für Eiskunstlauf und Eistanz
Das ISU-Wertungssystem für Eiskunstlauf und Eistanzen (engl. ISU Judging System for Figure Skating and Ice Dancing) ist ein Dokumentensatz, der die Bewertung der von der Internationalen Eislaufunion (ISU) veranstalteten Wettbewerben im Einzellauf, Paarlauf und Eistanzen regelt.
Die ersten internationalen Eiskunstlaufwettkämpfe fanden im Jahr 1882 in Wien statt, nach der Wettkampfordnung, dem sog. Regulativ. Es wurde aus dem Lehrbuch der Jackson Haines’ Schüler – Dr. Körper, Wirth und Diamantidi „Spuren auf dem Eise“ abgeleitet, das im Jahr 1881 herausgegeben worden war.
Dieses Regulativ übernahm später auch die ISU, und so sind die Regeln entstanden, die im Grunde bis heute gelten. Zu deutlicheren Veränderungen kam es mit der Einführung des Kurzprogramms und mit der Umstellung des Verhältnisses in der Bewertung von Pflicht und Kür.

## Das „alte“ System
Das „6.0 System“ wurde bis zu den Weltmeisterschaften 2004 verwendet.
Jeder Preisrichter vergab Noten auf einer Skala von 0 bis 6:
| 6 | Perfekt und fehlerlos |
| 5 | Sehr gut              |
| 4 | Gut                   |
| 3 | Durchschnittlich      |
| 2 | Schwach               |
| 1 | Sehr schwach          |
| 0 | Nicht gelaufen        |

Zur feineren Unterscheidung der Wertung verwendete man Dezimalstellen (z. B. 1,2 – 3,8 – 5,5).
Jedes teilnehmende Land bzw. jeder zugelassene Verband (international) stellte je Disziplin einen Preisrichter. Zum Einsatz kamen jedoch nur 9 Preisrichter, die ausgelost wurden. Jeder Preisrichter vergab für jedes gelaufene Programm eine A-Note für die technische Ausführung und die Schwierigkeit des Programms sowie eine B-Note für den künstlerischen Ausdruck. Beide Noten wurden pro Preisrichter addiert, woraus sich dann der Platzierungsvorschlag (Platzkennziffer, z. B. Platz 1, Platz 2 usw.) des Preisrichters ergab. Die Platzierung des Läufers bzw. Paares wurde nach einem Mehrheitsprinzip aus den Platzkennziffern der einzelnen Preisrichter bestimmt.
Um die Gesamtplatzierungen für einen Wettbewerb aus Kurzprogramm und Kür (bzw. Eistanz: Pflicht-, Originaltanz und Kür) zu erhalten, wurden die Einzelplatzierungen mit Gewichten multipliziert und addiert. So zählte das Kurzprogramm zu 1/3, die Kür zu 2/3, was Faktoren von 0,5 für das Kurzprogramm und 1,0 für die Kür entsprach. Die niedrigste gewichtete Summe nach dieser Rechnung
kennzeichnete Platz 1 der Gesamtwertung.

## Das „neue“ Wertungssystem
Um die subjektiv bewertete Sportart Eiskunstlaufen transparenter und objektiver zu gestalten, hat die ISU ein neues Wertungssystem entwickelt, das seit der Saison 2004/2005 das „alte“ System (inzwischen „6,0 System“ genannt) international abgelöst hat. Dem Wertungssystem (engl. ISU Judging System) der internationalen Eislaufunion liegt eine vollkommen neue Berechnung der Wettkampfergebnisse zugrunde. Mit dem Einsatz eines digitalen Videosystems im Wettkampf sind die Preisrichter in die Lage versetzt, Elemente wiederholt zu betrachten und damit objektiver zu bewerten.

## Funktionäre
Die drei Hauptfunktionäre, die den Wettbewerb überwachen und die durchgeführten Programmelemente beurteilen, sind der Technische Kontrolleur, der Technische Spezialist und der Technische Spezialistengehilfe. Alle müssen höchstes Wissen über die technischen Aspekte von Einzel-, Paarlauf, Eistanzen oder Synchroneislauf besitzen.
Die für ein konkretes Ereignis nominierten Hauptfunktionäre müssen wenn irgend möglich von verschiedenen Mitgliedern der ISU stammen.

### Technischer Spezialist
Der Technische Spezialist (engl. Technical Specialist) stellt fest, welche Eiskunstlaufelemente durchgeführt wurden und was ggf. das Schwierigkeitsniveau war. (Für bestimmte Elemente sind verschiedene Schwierigkeitsstufen durch das ISU-Wertungssystem festgelegt.) Die Arbeit des Technischen Spezialisten erlaubt es den Preisrichtern, sich auf das Zensieren der Qualität jedes Elements im Programm eines Eiskunstläufers zu konzentrieren.
- Alle Technischen Spezialisten sind ehemalige nationale oder internationale Eiskunstläufer oder Trainer und nehmen wöchentlich an Eiskunstläufen teil.
- Die Technischen Spezialisten werden aus einer Gruppe von Trainern, ISU/internationalen Preisrichtern und ISU/internationalen Referees nominiert.
- Sie dürfen nicht jünger als 24 und nicht älter als 65 Jahre sein. Im Fall eines Eiskunstläufers muss der Abstand zwischen Beendigung der Amateurkarriere und einer Nominierung mindestens zwei Saisons betragen.

Die Position des Technischen Spezialisten verlangt hohe Verantwortung, höchstes Wissen und Ehrlichkeit. Die Arbeit jedes Technischen Spezialisten wird nach jedem Wettbewerb überprüft. Jeder Technische Spezialist, der regelwidrig gegenüber den ISU Regeln geurteilt hat, wird von der Liste der Technischen Spezialisten sofort entfernt.
Aufgaben des Technischen Spezialisten
- Erkennen und Benennung der durchgeführten Elemente;
- Erkennen und Benennung des korrekten Schwierigkeitsniveaus für durchgeführte Elemente;
- Erkennen nicht erlaubter Elemente;
- Erkennen der kreativen Elementzugabe;
- Erkennen und Stornierung von zusätzlichen Elementen.

Die Benennung der Elemente durch die Technischen Spezialisten wird vom Technischen Kontrolleur überwacht und wenn nötig auch korrigiert. Falls jedoch beide Technischen Spezialisten (Spezialist und Spezialistengehilfe) gegen diese Korrektur sind, hat ihre Ausgangsentscheidung Bestand.

### Technischer Kontrolleur und Technischer Spezialistenassistent
Der Technische Kontrolleur (engl. Technical Controller) und der Technische Spezialistenassistent (engl. Assistant Technical Specialist) helfen dem Technischen Spezialisten und stellen sicher, dass alle potenziellen Fehleinschätzungen sofort korrigiert werden. Der Technische Kontrolleur kann die vom Technischen Spezialisten getroffene Feststellung zurückweisen, wenn der Technische Kontrolleur denkt, dass ein Element nicht richtig festgestellt (benannt) wurde. Jede dieser Einzelpersonen wird bei den Wettbewerben mit Hilfe von Tonband- und Videoaufnahmen überwacht.
- Der Technische Kontrolleur muss entweder als Mitglied der ISU-Technischen Kommission qualifiziert sein oder als ISU-Referee, ISU-Preisrichter oder internationaler Referee.
- Der Technische Kontrolleur kann einen Technischen Spezialisten ersetzen, wenn er aus dringenden Gründen nicht in der Lage ist, seine Aufgaben fortzusetzen.

Aufgaben des Technischen Kontrolleurs (eine Auswahl)
- überwacht und behebt wenn nötig die Feststellung von Elementen, die Eingabe ihres Namens und der Schwierigkeitsniveaus. Falls jedoch beide Technischen Spezialisten gegen eine Korrektur sind, bleibt ihre Ausgangsentscheidung erhalten.
- autorisiert oder korrigiert die Stornierung von Elementen;
- autorisiert oder korrigiert die Erkennung von nicht erlaubten Elementen;
- bestätigt oder korrigiert kreative Elementzugaben;
- bestätigt die Stornierung von zusätzlichen Elementen;
- nimmt an der Siegerehrung teil.

Der Technische Spezialistenassistent greift nur im Notfall ein. Sein Rat wird jedoch erbeten, falls es zwischen dem Technischen Kontrolleur und dem Technischen Spezialisten zum Zwiespalt kommt.
Der Technische Kontrolleur sitzt neben dem Technischen Spezialisten und dem Technischen Spezialistenassistenten. Mit dem Technischen Spezialisten und dem Daten-Operator ist er durch einen Sprachanschluss (Kopfhörer) verbunden. Sein Platz ist mit Touchscreen ausgestattet, wenn möglich.

### Daten-Operator/Replay-Operator
Daten-Operatoren müssen gute Computerfähigkeiten besitzen und mit Touchscreens vertraut sein. Sie werden aus Eiskunstläufern, Trainern, Preisrichtern und Referees rekrutiert.
Aufgaben eines Daten-Operators
- Eingabe der vom Technischen Spezialisten genannten Elemente;
- Eingabe der genannten Schwierigkeitsniveaus;
- Korrektur der Elemente oder Schwierigkeitsniveaus nach der Anweisung des Technischen Kontrolleurs;
- Eingabe eines Highlight-Bonus, der ggf. vom Technischen Kontrolleur ausgewiesen wurde.

Der Daten-Operator sitzt neben dem Technischen Kontrolleur und dem Technischen Spezialisten und hat einen guten Überblick über die Eisfläche. Er ist mit dem Technischen Kontrolleur und dem Technischen Spezialisten durch einen Sprachanschluss (Kopfhörer) verbunden.
Der Replay-Operator identifiziert den Beginn und das Ende jeden gelaufenen Elementes in der Videoaufnahme. Er muss ein gutes Verständnis von Eiskunstlaufen haben, da er die Elemente in ihrem Ansatz erkennen muss.
Er sitzt neben den Preisrichtern. Mit dem Technischen Kontrolleur und dem Technischen Spezialisten ist er durch Kopfhörer verbunden.

### Referee
Der Referee oder Schiedsrichter ist eine Person, die für den Wettkampf in Bezug auf alle Fragen und Entscheidungen zu ISU-Regeln verantwortlich ist.
Aufgaben des Referee (eine Auswahl)
- gibt dem Musikverantwortlichen das Signal zum Starten der Musik;
- erlaubt ggf. dem Sportler, den Start zu wiederholen;
- kann das Eislaufen aufschieben, wenn das Publikum den Wettkampf unterbricht oder seinen regulären Verlauf behindert;
- kann einen Sportler aus dem Wettkampf ausschließen, wenn es notwendig und begründet ist sowie einen Preisrichter oder Funktionär ersetzen;
- nimmt an der Siegerehrung teil.

Der Referee sitzt zwischen den anderen Preisrichtern längs der Eisbahnseite. Der Referee hat Touchscreen, Telefon/Sprechanlage und ein Walkie-Talkie zur Verfügung.

### Preisrichter
Die Preisrichter (engl. Judges) konzentrieren sich völlig auf die Bewertung der Qualität jedes einzelnen Elements und die Qualität der fünf Programmbestandteile. Ihre Noten basieren auf spezifischen Kriterien für jedes Element und liefern eine komplette Einschätzung der Fähigkeiten und der Leistung jedes Eiskunstläufers.
Die Jury besteht aus zwölf Preisrichtern, aus denen der Computer neun zufällig auswählt. Nur die Bewertungen dieser neun Preisrichter gehen in die Resultate ein. Die Auswahl der Preisrichter gilt für ein gesamtes Segment (z. B. Kurzprogramm) eines Wettbewerbs. Allerdings ist es während des Wettbewerbs niemandem bekannt, welches die neun „zählenden“ Preisrichter sind. Alle zwölf Preisrichter arbeiten gleichermaßen mit.
Um aus den Bewertungen der neun „zählenden“ Preisrichter die Gesamtbewertung eines einzelnen Elementes zu berechnen, ignoriert man den höchsten und den niedrigsten Wert und bildet den Durchschnitt der restlichen sieben Werte („gestutztes“ Mittel).
Pflichten eines Preisrichters
- Online-Bewertung
  - Benotung der Qualität jedes durchgeführten Elements/Teils (Eistanzen) mit dem „Grad der Durchführung“ (engl. Grade of Execution, kurz GOE);
  - Benotung der fünf anderen Bestandteile
    - Eislauffertigkeit
    - Verbindungselemente
    - Fußarbeit und Timing (nur für Pflichttänze)
    - Präsentation/Durchführung
    - Choreographie/Komposition
    - Interpretation

- Offline-Bewertung
  - Für jeden einzelnen Teilnehmer wird die Bewertung noch in einer Papierversion erzeugt.

Alle Preisrichter sitzen entlang der Bande auf der Längsseite der Eisbahn mit einem freien Blick auf die Eisfläche. Blickt man mit den Preisrichtern in Richtung Eisfläche, so sitzt der Preisrichter Nr. 1 ganz außen links. Jedem Preisrichter steht ein Touchscreen mit Videowiederholungssystem zur Verfügung. Alle nötigen Informationen sind auf dem Bildschirm zu sehen.

## Technisches Ergebnis
Wenn ein Eiskunstläufer ein Element durchgeführt hat, kennzeichnet es der Technische Spezialist, überwacht vom Technischen Kontrolleur. Sein jeweiliger Punktwert wird auf den Bildschirmen der Preisrichter angezeigt. Jeder Preisrichter beurteilt dann die Qualität des Elements, den Grad der Durchführung (engl.  Grade of Execution, kurz GOE). Bei bestimmten Elementen wie Pirouetten und Schrittfolgen wird ein Schwierigkeitsniveau zugeteilt.

### Wertskala
Die Wertskala (engl. Scale of Values, kurz SOV) beinhaltet Grundwerte aller Elemente und Regelungen für die Qualität ihrer Ausführung.
Die Wertskalatabelle (engl. Scale of Values Table) der Elemente für Einzellauf, Paarlauf und Eistanzen wird jährlich durch die ISU veröffentlicht und kann durch eine ISU-Kommunikation geändert werden.

### Schwierigkeitsniveau
Die Technischen Spezialisten präzisieren den Namen und das Schwierigkeitsniveau (engl. Level of Difficulty) jedes Elements.
- Hebungen und Todesspiralen (Paarlauf), Pirouetten, Schritte und Spiralen (Einzel- und Paarlauf) sind in 4 Niveaus geteilt, abhängig von ihrer Schwierigkeit: Niveau 1 – einfachste, Niveau 2 – mittlere, Niveau 3 – schwierigere und Niveau 4 – schwierigste Durchführung eines Elements.[1]
- Beim Eistanzen sind alle Elemente in mindestens 3 Niveaus geteilt, abhängig von ihrer Schwierigkeit.
- Sprünge mit gleichem Schwierigkeitsniveau werden in der Kür leicht höher bewertet, wenn sie in der zweiten Hälfte des Programms ausgeführt werden. (Gegen Ende des Programms lässt die Kraft normalerweise nach.) Dies geschieht durch Multiplikation des Grundwertes mit einem Faktor 1,1.

Eine Beschreibung der Eigenschaften, die einem Element ein bestimmtes Schwierigkeitsniveau geben, wird in den ISU Kommunikationen veröffentlicht und aktualisiert.

### Grad der Durchführung
Während eines Programms bewerten mit Hilfe der GOE ("grade of execution", "Grad der Ausführung") die Preisrichter jedes Element innerhalb eines Stufenbereiches von +5 bis −5 (d. h. +5, +4, +3, +2, +1, Grundwert, −1, −2, −3, −4, −5). Als erstes bewertet man die positiven Seiten einer Durchführung, was den Gesamtwert des Elementes erhöhen kann, und dann folgen Abzüge, wenn Fehler gemacht wurden.
Jedem Plus- oder Minus-Grad ist ein eigener numerischer Punktwert in der Wertskalatabelle zugeordnet. Das getrimmte Mittel dieser Punktwerte wird später zum Grundwert des jeweiligen Elements addiert. Im Eiskunstlaufen steht jeder Wert der GOE-Skala für 10 % des jeweiligen Grundwerts (+5 also zum Beispiel für 50 %). Im Eistanz steht ein Wert der GOE-Skala beim Basislevel derzeit grundsätzlich für 15 % des entsprechenden Grundwerts (+5 also zum Beispiel für 75 %), bei höherem Level (also ab Level 1) für 15 % des Grundwerts von Level 1 (und damit bei Level > 1 für weniger als 15 % des jeweiligen Grundwerts); Ausnahme: bei den choreographischen Elementen steht ein Wert der GOE-Skala im positiven Bereich für 75 %, im negativen Bereich für −20 % des Grundwerts (+5 also für 375 %, −5 für −100 %).
Die Richtlinien der Bewertung werden über ISU-Kommunikationen veröffentlicht und aktualisiert. Damit können auch die Grundwerte und GOE-Punktwerte von Saison zu Saison variieren.

### Technischer Gesamtwert
Der Gesamtgrad für die Ausführung eines Elementes, der in veröffentlichten Detailergebnissen als GOE angegeben ist, wird vom Computer als gestutztes Mittel über die GOE-Punktwerte der „zählenden“ Preisrichter berechnet. (Siehe dazu unter Preisrichter.) Durch Addition des Gesamtgrads zum Grundwert erhält man die Wertung des Elementes. Der technische Gesamtwert (engl. Total Element Score) ergibt sich als Summe der Wertungen für die einzelnen technischen Elemente.

## Programmbestandteile
Zusätzlich zum technischen Ergebnis vergeben die Preisrichter Punkte für fünf Programmbestandteile (engl. Program Components), und zwar auf einer Skala von 0 bis 10 in Schritten von 0,25. Die Programmbestandteile sind folgende: Eislauffertigkeit, Verbindungselemente, Präsentation/Durchführung, Choreographie/Komposition und Interpretation.
| Erstaunlich          | 10 |           |
| Ausgezeichnet        | 9  |           |
| Sehr gut             | 8  | etwa 75 % |
| Gut                  | 7  |           |
| Überdurchschnittlich | 6  |           |
| Durchschnittlich     | 5  | etwa 50 % |
| Annehmbar            | 4  |           |
| Schwach              | 3  | etwa 25 % |
| Schwach, heillos     | 2  |           |
| Sehr heillos         | 1  |           |

Im Eistanzen haben die Pflichttänze nur vier Programmbestandteile: Eislauffertigkeit, Timing, Präsentation/Ausführung und Interpretation. Das liegt daran, dass bei Pflichttänzen die Schrittfolgen genau vordefiniert sind, also die Choreographie für alle Paare gleich ist.
Das Jury-Ergebnis für jeden Programmbestandteil wird vom Computer als gestutztes Mittel über die Wertungen der „zählenden“ Preisrichter errechnet. (Siehe unter Preisrichter.) Das Ergebnis für jeden Programmbestandteil wird noch mit einem Faktor multipliziert, sodass die Programmbestandteile mit unterschiedlichem Gewicht in die Summe eingehen und die Summe mit dem technischen Gesamtergebnis ungefähr ausgeglichen ist. Alle Werte werden auf zwei Dezimalstellen nach dem Komma gerundet.
Die höchstmögliche Wertung für jeden der fünf Programmbestandsteile ist offensichtlich 10,00 Punkte. Trotzdem ist der maximale Punktgewinn durch alle fünf Bestandteile wegen der Multiplikation mit Gewichtungsfaktoren nicht einfach 50 Punkte. Beim Kurzprogramm bzw. bei Pflicht- und Originaltanz sind die Faktoren kleiner, bei der Kür größer. Auch ist die relative Gewichtung der Programmbestandteile durch die Faktoren bei Kurzprogramm und Kür bzw. Pflichttanz, Originaltanz und Kür jeweils unterschiedlich.
Im Folgenden werden einige Aspekte beschrieben, die von den Preisrichtern wahrgenommen werden sollen, wenn sie die Programmbestandteile bewerten.

### Eislauffertigkeit
Die Eislauffertigkeit (engl. Skating Skills) ist die Art und Weise, wie sich ein Eiskunstläufer/Paar auf dem Eis bewegt. Man bewertet dabei technische Klarheit, Qualität des Kantenlaufes, Schnelligkeit und Kontinuität des Eislaufens.
Kriterien:
- Gleichgewicht und eine rhythmische Kniearbeit, Präzision der Fußarbeit;
- Fluss und müheloses Gleiten;
- Sauberkeit und Sicherheit beim tiefen Kantenlauf sowie der Schritte und Drehungen;
- Energie und Beschleunigung;
- Eislauf in mehreren Richtungen;
- Eislauf auf einem Fuß;
- ausgeglichene Meisterung der Technik bei beiden Partnern, harmonische und synchrone Durchführung des Programms (Paarlauf, Eistanzen);
- Ausnutzung der ganzen Eisfläche (Pflichttänze).

### Verbindungselemente
Die Verbindungselemente (engl. Transitions) sind alle Bewegungen, Positionen, Fußarbeit und Haltungen, die die Elemente verbinden. Zu beachten sind auch Eingänge und Ausgänge der technischen Elemente.
Kriterien:
- Vielfalt, Schwierigkeit und Qualität der Verbindungselemente;
- Schwierigkeit, Kreativität und Qualität der Verbindungsschritte;
- Originalität und Schwierigkeit beim Einlauf und Auslauf aus den Elementen;
- harmonische und synchrone Durchführung (Paarlauf, Eistanzen);
- allgemeine Qualität;
- Gleichgewicht und Teamarbeit zwischen den Partnern (Paarlauf, Eistanzen);
- Vielfalt der Tanzhaltungen, präzise Fußarbeit (Spurenbilder – Eistanzen).

### Präsentation/Durchführung
Bei der Präsentation (engl. Performance) muss man einschätzen, wie ein Eiskunstläufer/Paar in der Lage ist, Musik und Choreographie durch bewusste und absichtliche Körperbewegungen gefällig darzustellen. Bei der Durchführung (engl. Execution) bewertet man Qualität der Bewegungen, Körperhaltung und Gleichgewicht der durchgeführten Elemente. Dies schließt Harmonie der Bewegungen bei Paarlauf und Eistanzen ein.
Kriterien:
- physische, emotionale und intellektuelle Einfühlung;
- Stil und Individualität;
- harmonische und synchrone Körperbewegung (Paarlauf, Eistanzen);
- Varianten der Schnelligkeit;
- ausgeglichene Durchführung bei beiden Partnern (Paarlauf, Eistanzen);
- bewusste Teilung des Raumes von beiden Partnern – der Abstand zwischen den Partnern, harmonische Haltungswechsel (Paarlauf, Eistanzen)

### Choreographie/Komposition
Die Choreographie (engl. Choreography) ist eine absichtliche, ausgearbeitete und originale Anordnung aller Bewegungen, die in Übereinstimmung mit der Einheit, dem Raum, der Struktur und dem Ausdruck sind.
Kriterien:
- Idee, Absicht;
- Kreativität und Originalität;
- gleichmäßige Verteilung der Elemente auf der Eisfläche;
- sinnvolle und absichtliche Verbindung und Anknüpfung;
- Ausnutzung des Personal- und Gesamtraumes;
- Übereinstimmung der Elemente, der Schritte und der Bewegungen zur Musik;
- Harmonie und unisono (Paarlauf).

### Interpretation
Die Interpretation ist personale und kreative Übersetzung der Musikstimmung und -charakter in die Bewegungen auf dem Eis.
Kriterien:
- mühelose Bewegungen mit Übereinstimmung zur Musik;
- Darstellung der Musikstimmung, des Musikcharakters und -rhythmus;
- eine Beziehung zwischen den Partnern, die die Musik darstellt;
- Übereinstimmung der Elemente, der Schritte und der Bewegungen zur Musik;
- Eignung und Angemessenheit des Musikstückes (Original- und Kürtanz)
- Eislaufen im Musikrhythmus (Kürtanz).

### Timing
Timing ist die Fähigkeit eines Eistanzpaares, beim Laufen der vorgeschriebenen Spurenbilder von Pflichttänzen den Rhythmus im Takt mit der Musik richtig darzustellen. Dabei sind für jeden Schritt die Schlagzeiten festgelegt. Im Originaltanz und in der Kür wird die in Takt und Rhythmus korrekte Ausführung bewertet. Hier gibt es zwar keine vorgeschriebenen Schritte, die Ausführung muss aber in einem richtigen Bezug erfolgen.
Kriterien:
- Eislaufen nach der sog. „schweren“ Betonung (Beat);
- Eislaufen im Takt mit der Musik;
- Eislaufen in den vorgeschriebenen Rhythmen;
- Beginn des Eistanzes mit dem richtigen Takt.

## Abzüge
Regelverletzungen werden durch Punktabzüge geahndet. Abzüge gibt es z. B. für
- Zeitüberschreitung/-unterschreitung
- Illegale Elemente
- Stürze
- Programmunterbrechungen
- Verletzung der Kostümregeln

Im Eistanz gibt es weiterhin Abzüge für z. B.
- Zusätzliche Elemente
- Hebungen mit zu großer Dauer

## Endergebnis
Die Summe des technischen Ergebnisses und der gewichteten Programmelemente ergibt nach Berücksichtigung von Abzügen das Endergebnis für das Segment (Kurzprogramm oder Kür bzw. Pflicht-, Original- oder Kürtanz).
Die Ergebnisse der Segmente werden zusammengezählt und bilden dann das Endergebnis eines Eiskunstläufers/Paares für den Wettbewerb. Es gewinnt, wer die höchste Punktzahl besitzt.

## Punktgleichheit

### Segment
Falls zwei oder mehrere Teilnehmer (Einzelläufer, Paar) die gleiche Punktzahl besitzen, ist beim Kurzprogramm das technische Ergebnis entscheidend. Bei der Kür entscheidet das Ergebnis für die Programmbestandteile. Sind auch hier Ergebnisse gleich, so erhalten alle den gleichen Rang.

### Wettbewerb
Falls zwei oder mehrere Teilnehmer (Einzelläufer, Paar) dieselbe Gesamtpunktzahl besitzen, so entscheidet das bessere Ergebnis im zuletzt gelaufenen Segment. Sind auch hier die Ergebnisse gleich, so erhalten alle den gleichen Rang.

## Veröffentlichen der Ergebnisse
Die Ergebnisse aus jedem Segmenten des Wettbewerbs oder der Meisterschaft müssen sofort veröffentlicht werden, wenn alle Teilnehmer das Segment absolviert haben.
Zum Schluss jedes Wettbewerbs muss allen Teilnehmern das Endergebnis zugänglich gemacht werden.

## Bestleistungen

### Persönliche Bestleistung
Als persönliche Bestleistung (Personal Best) gilt im neuen ISU-Bewertungssystem die Höchstpunktzahl, die ein Eiskunstläufer in seiner Karriere erreicht hat. Diese muss in einem ISU-Wettbewerb erreicht worden sein, nationale Wettbewerbe zählen nicht dazu.

### Saisonbestleistung
Als Saisonbestleistung (Season's Best) gilt die Höchstpunktzahl, die von einem Eiskunstläufer in einer Saison erreicht wurde. Sie dient dazu, das Feld beim Grand-Prix-Finale zu ermitteln.

### Weltrekord
Als Weltrekord gilt die höchst erzielte Punktzahl unter dem neuen Punktesystem. Diese muss in einem offiziellen ISU-Wettbewerb erreicht worden sein, nationale Wettbewerbe zählen nicht dazu. Veränderungen im Punktesystem wurden nicht mit einbezogen. Die ISU bezeichnet diese Höchstpunktzahlen offiziell nicht als Weltrekorde.
Mit Beginn der Saison 2018/19 hat die ISU die Spanne für den grade of execution auf Plus bzw. Minus fünf Punkte erweitert. Zugleich wurde festgelegt, dass alle bisherigen Bestleistungen nur noch "historischen" Wert haben und neue Bestleistungen ab der Saison 2018/19 geführt werden. Als "Historische Rekorde" aufgeführt sind die höchst erzielten Punktzahlen seit der Einführung des zur Saison 2004/2005 erneuerten Punktesystems bis einschließlich der Saison 2017/18.

#### Aktuelle Weltrekorde

##### Herren
| Segment      | Eiskunstläufer | Punkte | Wettbewerb                   |
| ------------ | -------------- | ------ | ---------------------------- |
| Kurzprogramm | Nathan Chen    | 113,97 | Olympische Winterspiele 2022 |
| Kür          | Ilia Malinin   | 227,79 | Weltmeisterschaften 2024     |
| Gesamt       | Nathan Chen    | 335,30 | Grand-Prix-Finale 2019       |

##### Damen
| Segment      | Eiskunstläufer  | Punkte | Wettbewerb               |
| ------------ | --------------- | ------ | ------------------------ |
| Kurzprogramm | Kamila Walijewa | 090,45 | Europameisterschaft 2022 |
| Kür          | Kamila Walijewa | 185,29 | Rostelecom Cup 2021      |
| Gesamt       | Kamila Walijewa | 272,71 | Rostelecom Cup 2021      |

##### Paare
| Segment      | Eiskunstläufer                             | Punkte | Wettbewerb                   |
| ------------ | ------------------------------------------ | ------ | ---------------------------- |
| Kurzprogramm | Sui Wenjing / Han Cong                     | 084,41 | Olympische Winterspiele 2022 |
| Kür          | Anastassija Mischina / Alexander Galljamow | 157,46 | Europameisterschaft 2022     |
| Gesamt       | Sui Wenjing / Han Cong                     | 239,88 | Olympische Winterspiele 2022 |

##### Eistanz
| Segment      | Eiskunstläufer                          | Punkte | Wettbewerb               |
| ------------ | --------------------------------------- | ------ | ------------------------ |
| Rhythmustanz | Gabriella Papadakis / Guillaume Cizeron | 092,73 | Weltmeisterschaften 2022 |
| Kür          | Gabriella Papadakis / Guillaume Cizeron | 137,09 | Weltmeisterschaften 2022 |
| Gesamt       | Gabriella Papadakis / Guillaume Cizeron | 229,82 | Weltmeisterschaften 2022 |

#### Historische Weltrekorde

##### Herren
| Segment      | Eiskunstläufer | Punkte | Wettbewerb                    |
| ------------ | -------------- | ------ | ----------------------------- |
| Kurzprogramm | Yuzuru Hanyū   | 112,72 | Autumn Classic 2017 in Kanada |
| Kür          | Yuzuru Hanyū   | 223,20 | Weltmeisterschaften 2017      |
| Gesamt       | Yuzuru Hanyū   | 330,43 | Grand Prix Finale 2015        |

##### Damen
| Segment      | Eiskunstläufer      | Punkte | Wettbewerb                   |
| ------------ | ------------------- | ------ | ---------------------------- |
| Kurzprogramm | Alina Sagitowa      | 082,92 | Olympische Winterspiele 2018 |
| Kür          | Alexandra Trussowa  | 166,62 | Skate Canada 2019            |
| Gesamt       | Jewgenija Medwedewa | 241,31 | World Team Trophy 2017       |

##### Paare
| Segment      | Eiskunstläufer                       | Punkte | Wettbewerb                   |
| ------------ | ------------------------------------ | ------ | ---------------------------- |
| Kurzprogramm | Tatjana Wolossoschar / Maxim Trankow | 084,17 | Olympische Winterspiele 2014 |
| Kür          | Aljona Savchenko / Bruno Massot      | 162,86 | Weltmeisterschaft 2018       |
| Gesamt       | Aljona Savchenko / Bruno Massot      | 245,84 | Weltmeisterschaft 2018       |

##### Eistanz
(Rekorde nach dem Wertungssystem ab der Saison 2010/2011)
| Segment  | Eiskunstläufer                          | Punkte | Wettbewerb                 |
| -------- | --------------------------------------- | ------ | -------------------------- |
| Kurztanz | Gabriella Papadakis / Guillaume Cizeron | 083,73 | Weltmeisterschaft 2018     |
| Kür      | Alexandra Stepanowa / Iwan Bukin        | 124,94 | Grand-Prix Russia Cup 2018 |
| Gesamt   | Gabriella Papadakis / Guillaume Cizeron | 207,20 | Weltmeisterschaft 2018     |

(Historische Rekorde bis zur Saison 2010/2011)
| Segment      | Eiskunstläufer                   | Punkte | Wettbewerb             |
| ------------ | -------------------------------- | ------ | ---------------------- |
| Pflichttanz  | Tatjana Nawka / Roman Kostomarow | 045,97 | Weltmeisterschaft 2005 |
| Originaltanz | Tessa Virtue / Scott Moir        | 070,27 | Weltmeisterschaft 2010 |
| Kür          | Tatjana Nawka / Roman Kostomarow | 117,14 | Cup of Russia 2003     |
| Gesamt       | Tatjana Nawka / Roman Kostomarow | 227,81 | Weltmeisterschaft 2005 |